# Peter Jacobs
Peter Jacobs (Londres, 17 d'agost, 1945) és un pianista anglès.
Jacobs va estudiar a la Royal Academy of Music de Londres amb Alexander Kelly (piano) i Eric Fenby (harmonia). Durant un temps va ser director de música a la Taunton School, però va tornar a Londres per començar la seva carrera com a pianista de concerts, examinador i jutge. Les seves primeres actuacions públiques van ser en grups de cambra i com a part d'un duet de pianistes amb Elizabeth Lightoller abans de debutar com a solista al Wigmore Hall el 9 de maig de 1975 amb un programa de compositors poc coneguts del segle XX.
Al llarg de la seva carrera posterior, ha continuat concentrant-se en repertoris poc convencionals (especialment anglès i francès) de finals del segle XIX i XX, interpretant obres de figures com Henry Balfour Gardiner, Alan Bush, Benjamin Dale, John Foulds, Trevor Hold, Billy Mayerl, Betty Roe, Harold Truscott i Percy Turnbull. També va interpretar les obres per a piano, de vegades oblidades, de figures més convencionals com Frank Bridge i Vaughan Williams. Un dels seus primers enregistraments el 1987 va ser The Lake in the Mountains, que incloïa la música completa per a piano de Vaughan Williams. A principis dels anys noranta, Jacobs va començar a enregistrar per al llavors nou segell Hyperion, començant amb la música completa per a piano sol de Cécile Chaminade. El 1996 va publicar el primer enregistrament complet dels oblidats 24 Preludes, Set 1, op. 163 de Charles Villiers Stanford, i un any després va enregistrar el Set 2, op. 179.
Tot i que molts dels seus enregistraments han deixat d'estar disponibles amb el pas dels anys, el 2020 Heritage Records va publicar dos conjunts de reedicions sota la marca British Piano Collection. Els seus enregistraments de deu de les Sonates per a piano de Harold Truscott es van reeditar el 2021. Jacobs va tornar a l'estudi el 2020 per enregistrar obres addicionals de Trevor Hold, i de nou el 2021 per interpretar una seqüència de música per a piano britànica del seu repertori fins ara inèdita.
Jacobs és examinador de l'Associated Board. Ha compilat tres volums de música britànica per a Thames Publishing. També ha estat cap de teclat a la Latymer Upper School de Hammersmith, on ha fet cursos de música de Schubert, Chopin i Mendelssohn.